# Lethe confusa
Lethe confusa är en fjärilsart som beskrevs av Aurivillius 1897. Lethe confusa ingår i släktet Lethe och familjen praktfjärilar. Inga underarter finns listade i Catalogue of Life.

## Bildgalleri

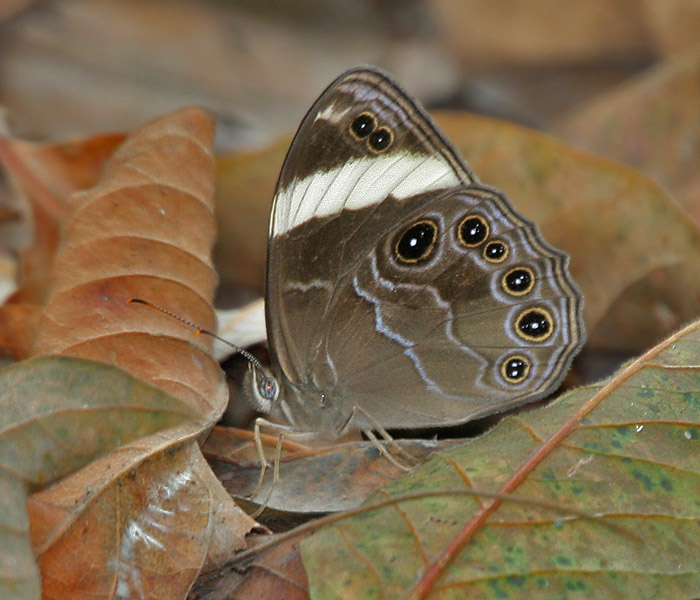
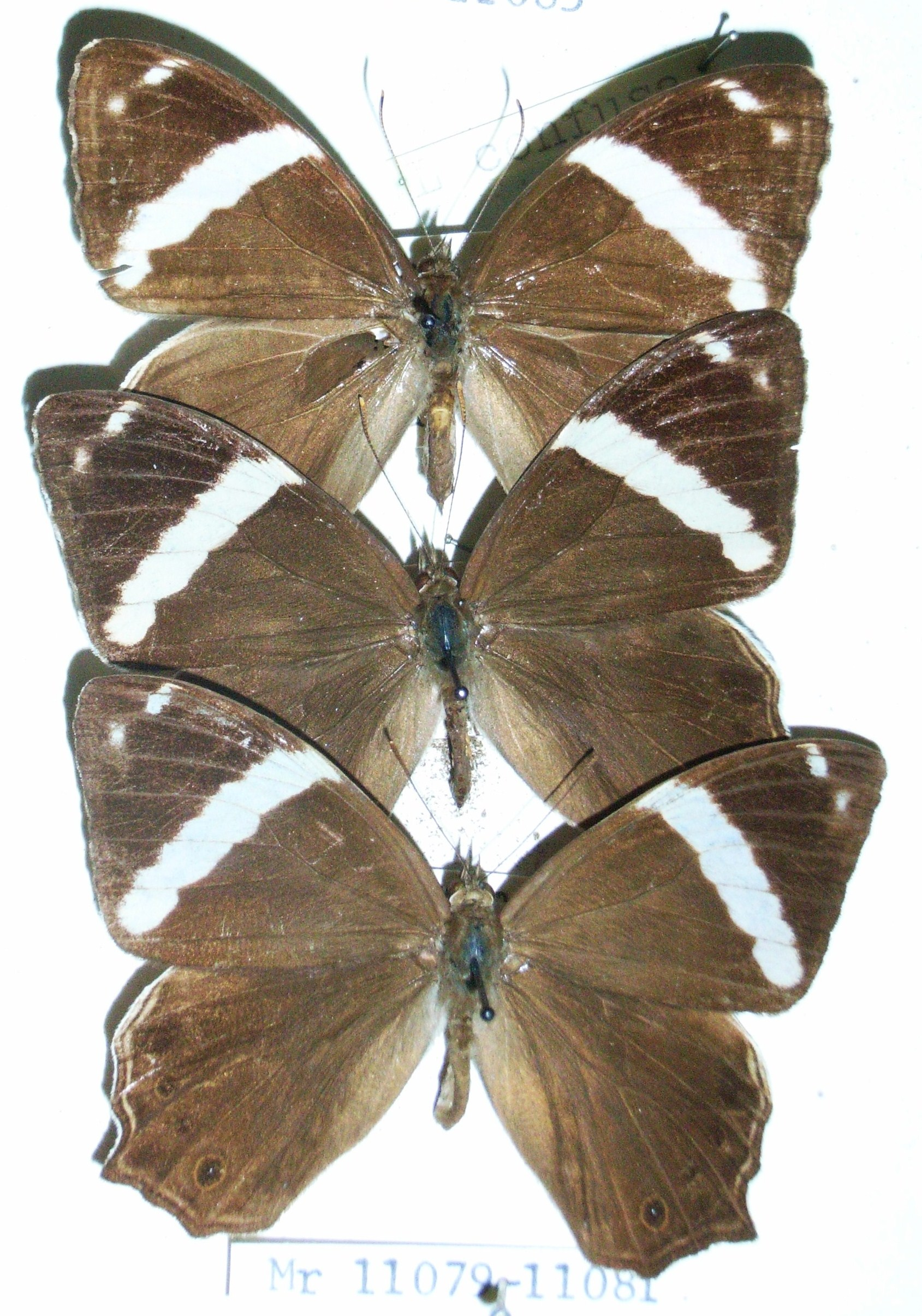
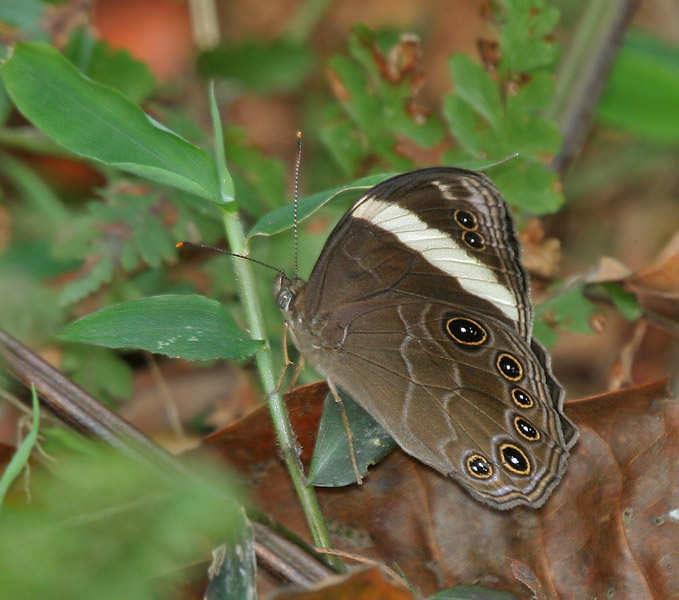